# Hermann Settegast
Hermann Gustav Settegast, né le 30 avril 1819 à Königsberg et mort le 11 août 1908 à Berlin) est un ingénieur agronome et essayiste allemand.

## Analyses
Franc-maçon et auteur sur la maçonnerie, il décrivait le but ultime de celle-ci comme "un empire mondial idéal gouverné par les lois de l'humanité" qui peut être interprété comme la volonté de création d'un nouvel ordre mondial et d'un gouvernement mondial par certains auteurs adeptes des théories conspirationnistes.

## Publications
- Eine landwirthschaftliche Reise durch England. Parallele zwischen der englischen Landwirthschaft und der Deutschlands. Breslau 1852.
- Die landwirthschaftliche Akademie Proskau. Unter Mitwirkung der Lehrer der Akademie geschildert. Berlin 1864.
- Die Thierzucht. Breslau 1868; 2. Aufl. 1869; 3. Aufl. 1872; 4. neubearb. Aufl. in zwei Bänden: 1. Die Züchtungslehre u. 2. Die Fütterungslehre, 1878; 5. neubearb. Aufl. 1888.
- Aufgaben und Leistungen der modernen Thierzucht. Berlin 1870 = Sammlung gemeinverständlicher wissenschaftlicher Vorträge Nr. 106 = Serie 5.
- Der landwirthschaftliche Unterricht. Breslau 1873.
- Die Landwirthschaft und ihr Betrieb. Breslau 1874; 2. Aufl. 1874; 3. Aufl. 1885.
- Schultz-Lupitz und kein Ende. Ein Wort zur Verständigung über die Anwendung der Lehre Liebig´s in der modernen Ersatzwirthschaft. Berlin 1883.
- Die deutsche Landwirthschaft vom kulturgeschichtlichen Standpunkte. Berlin 1884.
- Der Idealismus und die deutsche Landwirthschaft. Breslau 1886.
- Die deutsche Viehzucht, ihr Werden und Wachsen und gegenwärtiger Standpunkt. Berlin 1890.
- Die deutsche Freimaurerei, ihr Wesen, ihre Ziele und Zukunft im Hinblick auf den freimaurerischen Nothstand in Preussen. Berlin 1892; 2.-7. Aufl. 1892–1894; 8. Aufl. unter dem Titel: Die deutsche Freimaurerei, ihre Grundlagen, ihre Ziele für Freimaurer und Nichtfreimaurer dargestellt mit Anhang: Der Darwinismus in seinem Verhältnis zur Naturforschung, Religion und Freimaurerei. Berlin 1908.
- Erlebtes und Erstrebtes. Berlin 1892.